# Água Doce do Norte
Água Doce do Norte é um município brasileiro do Estado do Espírito Santo. Sua população de acordo com o ultimo censo demográfico do IBGE/2010 era de 11.771 mil habitantes e a estimativa para 2019 é de 11.019 mil habitantes. Em relação a economia, a cidade é reconhecida pela produção em massa de café e forte agricultura.

## História
A área territorial de Água Doce do Norte foi doada, em 1949, pelo fazendeiro Domingos Marculino, que, de acordo com a vontade popular, teria emprestado seu nome à localidade. Mas acabou prevalecendo denominação ligada ao hábito daqueles moradores de servirem-se de um cafezinho tão ralo que se assemelhava a água doce. A povoação de Água Doce do Norte, então pertencente ao município de Barra de São Francisco, foi criada em 11 de outubro de 1949, recebendo o status de distrito em 1931. Em 10 de maio de 1988, pela Lei nº 4066, foi o município desmembrado do de Barra de São Francisco e em 1 de janeiro de 1989, instalado. O primeiro Prefeito do Município foi o Senhor Otávio de Araújo (1989-1992);